# Trentepohlia fuscomedia
Trentepohlia fuscomedia là một loài ruồi trong họ Limoniidae. Chúng phân bố ở miền Australasia.